# تيم بورغس
تيم بورغس (بالإنجليزية: Tim Burgess)‏ هو سياسي أمريكي، ولد في 18 مارس 1949 في سياتل في الولايات المتحدة. حزبياً، نشط في الحزب الديمقراطي. وقد انتخب عضو المجلس المحلي ‏ وانتخب عضو المجلس المحلي ‏ عن دائرة At-large ‏ (2008 – 18 سبتمبر 2017) وانتخب عمدة سياتل (18 سبتمبر 2017 – 28 نوفمبر 2017).